# Morchella steppicola
Espèce
Morchella steppicola, la Morille des steppes est une espèce de champignons comestibles, du genre Morchella de la famille des Morchellaceae dans l'ordre des Pezizales.

## Taxonomie

### Nom binomial
Morchella steppicola

## Description du Sporophore
Hyménophore
Alvéoles
Stipe
Odeur

## Distribution
Europe centrale, Europe de l'Est, Asie mineure.

## Galerie

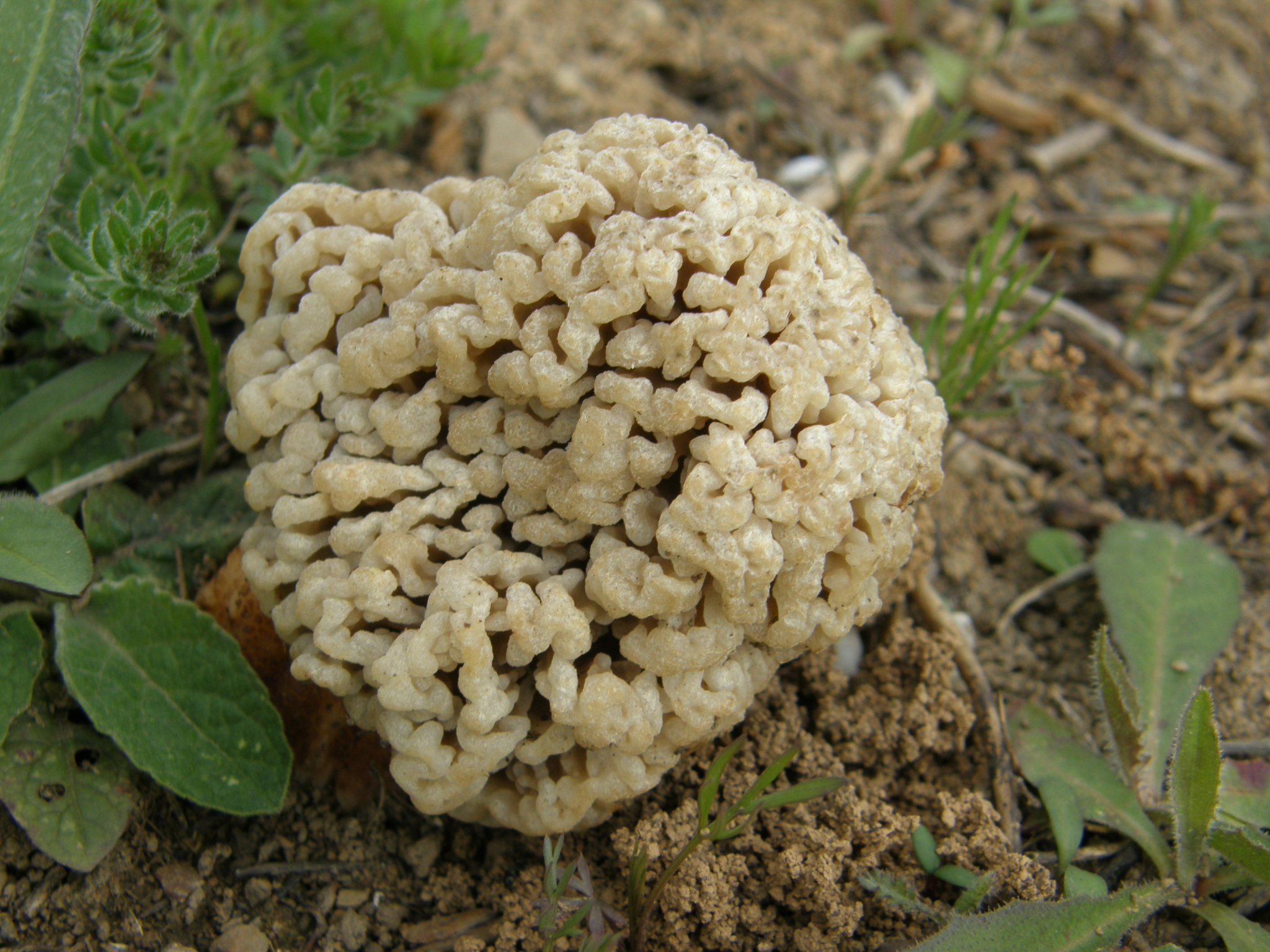
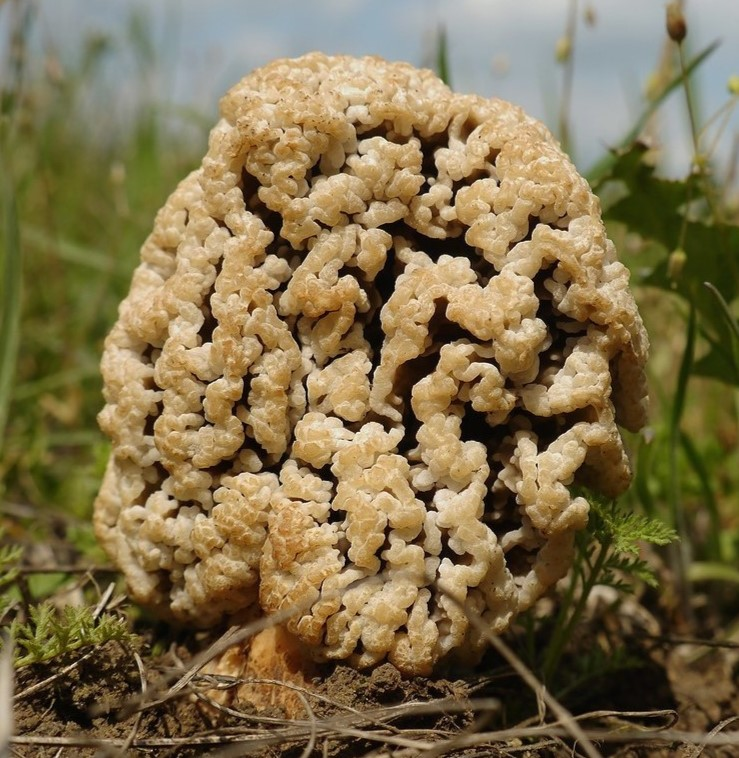
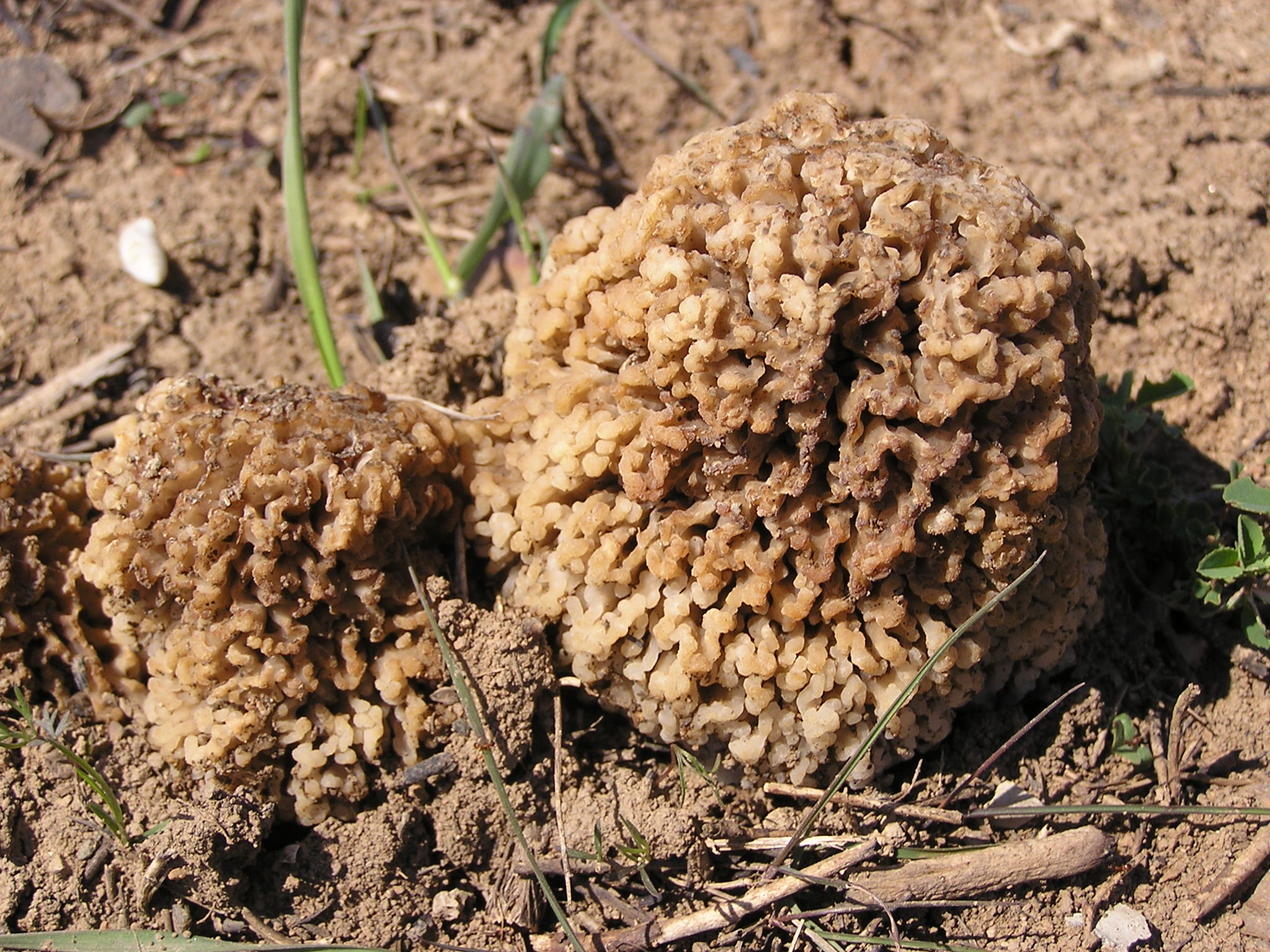
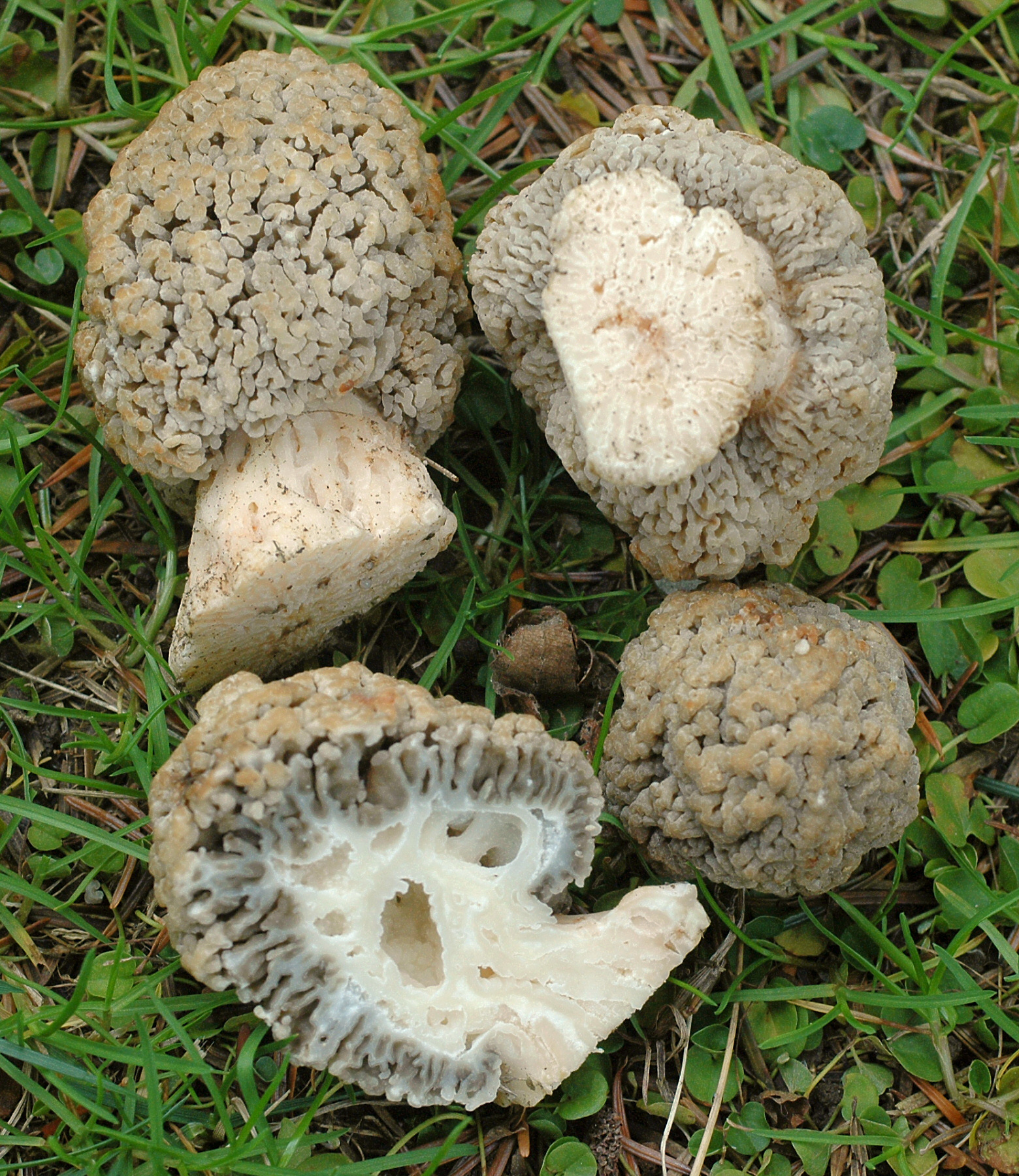
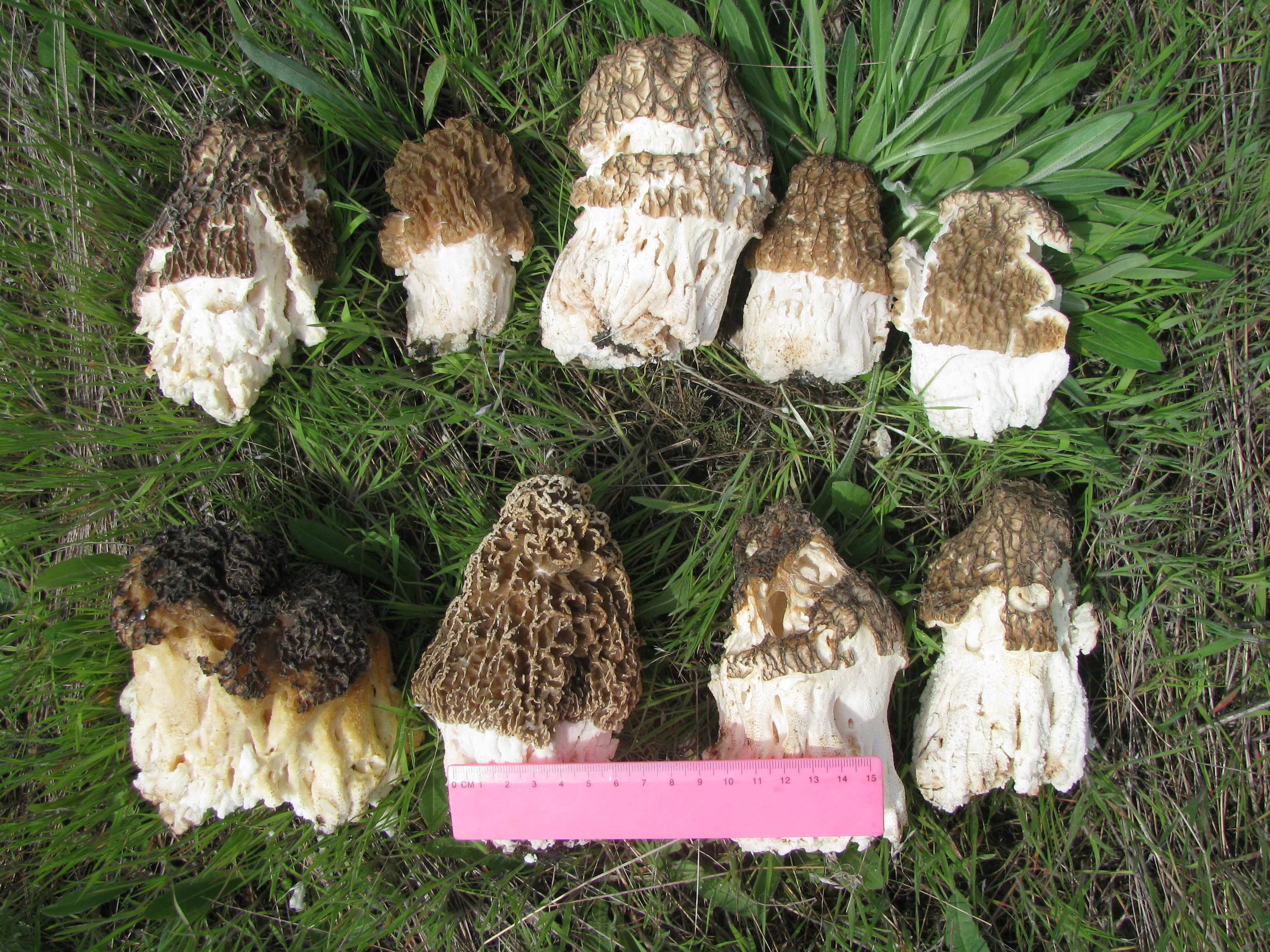

## Comestibilité
Excellent comestible